# Lake and Peninsula Borough
Lake and Peninsula Borough ist ein Borough in Alaska, Vereinigte Staaten. Bei der Volkszählung im Jahr 2020 wurden 1476 Einwohner gezählt. Verwaltungssitz ist King Salmon, die Stadt liegt jedoch im benachbarten Bristol Bay Borough.

## Geographie
Der Borough hat eine Fläche von 80.049 km², das ist ungefähr so groß wie Bayern und Oberösterreich zusammen, die Bevölkerungsdichte liegt bei nur ca. 0,03 Einwohner pro Quadratkilometer.
Im Borough liegen der Alagnak Wild and Scenic River und das Aniakchak National Monument and Preserve sowie Teile der Nationalparks Katmai und Lake Clark und der National Wildlife Refuges Alaska Peninsula und Becharof.

## Geschichte
Das Borough wurde am 24. April 1989 gegründet. Die Benennung erfolgte nach dem Lake Iliamna und der Alaska Peninsula, die Teil des Boroughs sind.

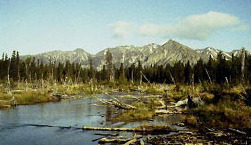
Der Kijik Archeological District ist seit Oktober 1994 ein National Historic Landmark.

23 Bauwerke, Stätten und historische Bezirke (Historic Districts) im Borough sind im National Register of Historic Places („Nationales Verzeichnis historischer Orte“; NRHP) eingetragen (Stand 31. Januar 2022), darunter haben der Brooks River Archeological District und der Kijik Archeological District den Status eines National Historic Landmarks.

## Städte und Orte
Im Lake and Peninsula Borough befinden sich 6 Cities (Gemeinden) sowie 12 Census-designated places (gemeindefreie Gebiete) (Stand 2020).

### Cities
- Chignik
- Egegik
- Newhalen
- Nondalton
- Pilot Point
- Port Heiden

### Census-designated places (CDPs)
- Chignik Lagoon
- Chignik Lake
- Igiugig
- Iliamna
- Ivanof Bay
- Kokhanok
- Levelock
- Pedro Bay
- Perryville
- Pope-Vannoy Landing
- Port Alsworth
- Ugashik